# Laili (Pferd)
Laili (auch Mare Laili) war ein Kriegspferd des Maharadscha Ranjit Singh, dem ersten Herrscher des Reichs der Sikh in der Punjabregion. Um die berühmte Stute Laili zu erlangen, führte er gegen Sultan Mohammad Shah einen Feldzug nach Afghanistan, bei dem er 12.000 Mann verlor. Ranjit Singh schätzte Pferde sehr hoch und riskierte für Laili das Leben seines Generals Ventura und das von Raja Sher Singh. Er hielt mehrere tausend Pferde.